# Ulica Kurzy Targ we Wrocławiu
Kurzy Targ – krótka (ok. 75 metrów) uliczka łącząca wrocławski Rynek z ul. Szewską. Jej początek znajduje się pośrodku wschodniej pierzei Rynku; stanowi najkrótszą drogę do katedry św. Marii Magdaleny.

## Historia
Utworzona kilkadziesiąt lat po XIII-wiecznej lokacji miasta. W pierwszych dekadach XIII wieku znajdowały się tu drewniane budynki w konstrukcji ramowo-słupowej (datowane dendrochronologicznie na lata po 1209-po 1230 r.) a sama ulica Kurzy Targ, została wytyczona w latach 50 XIII wieku, jako łącznik Rynku z kościołem św. Marii Magdaleny. Roland Mruczek wyznaczył górną granicę wytyczenia tej ulicy na rok 1481, czyli według daty wzniesienia kamienicy nr 5 przy Kurzym Targu, znajdującej się na portalu tejże kamienicy. Ulica służyła pierwotnie handlowi ulicznemu: sprzedaży mięsa drobiowego i dziczyzny, mleka, warzyw i owoców. Nosiła wówczas nazwę „Ptasi Targ”, ale późniejsze zapisy (z 1403, 1552 1564) wzmiankują już „Kurzy Targ”. W XV wieku znajdowała się tu buda handlarza garnków, funkcjonowali tu wytwórcy chodaków i pantofli, mieszkali (w 1403 r.) m.in.: aptekarz (jego „Apteka pod Podwójnym Złotym Orłem” znajdowała się w kamienicy przy Kurzym Targu nr 4), krawiec, szklarz, złotnik. W 1512 mieszkający przy Kurzym Targu kupiec Franciszek Kloss, handlujący z Gdańskiem, Poznaniem, Wilnem i Warszawą otrzymał od Zygmunta Starego, króla polskiego, przywilej na przywóz i handel w Rzeczypospolitej książkami.
Do końca XVIII wieku używana była nazwa „Kurzy Targ” (niem. Hünermarkt), później ustępując podobnie brzmiącej po niemiecku nazwie „Tylny Targ” (Hintermarkt).
Pierzeję południową tej ulicy wyburzono na początku XX wieku w związku z budową Domu Handlowego Braci Barasch. W pierzei północnej zachowały się do dziś kamienice średniowieczne, w tym Dom Śląskiego Aptekarza, w którym w listopadzie 2011 otwarto Muzeum Farmacji.

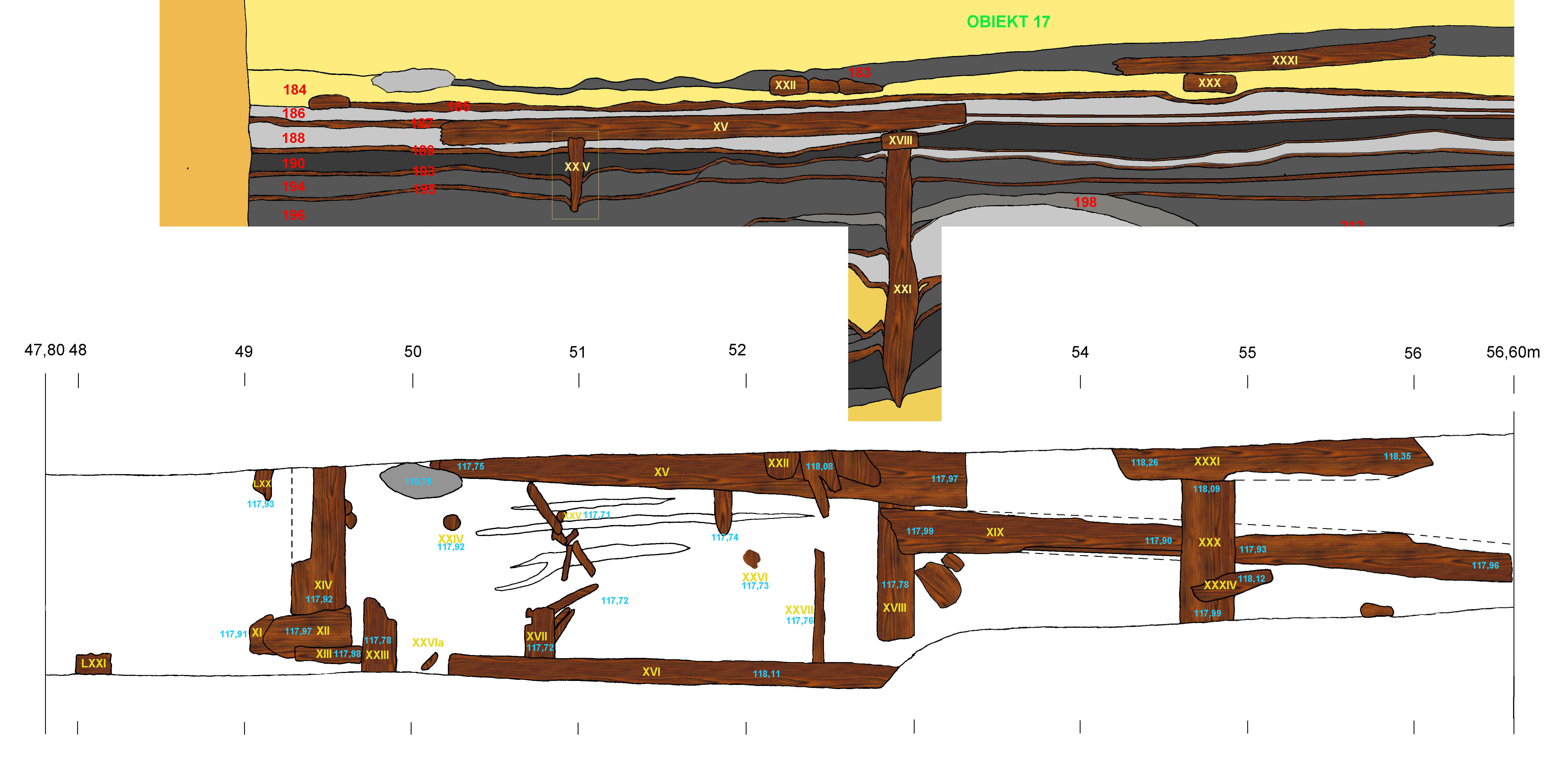
Kurzy Targ. Relikty drewnianych konstrukcji ulic z lat 1258–1263, odkrytych w trakcie badań archeologicznych w 1998 r.